# Michael Kwong
Michael Kwong (22 februari 1993) is een Zuid-Afrikaans voetballer die bij voorkeur als rechtsbuiten speelt. In 2013 maakte hij vanuit de jeugdopleiding de overstap naar de eerste selectie van Ajax Cape Town, dat hem in 2014 verhuurde aan Santos Kaapstad.